# David Lau
Pour les articles homonymes, voir Lau.
 David Baruch Lau (13 janvier 1966, Tel Aviv, Israël) a été le grand-rabbin ashkenaze d'Israël depuis le 24 juillet 2013 jusqu'au 30 juin 2024, date à laquelle le poste devient vacant. Il est le plus jeune élu à ce poste, à l'âge de 47 ans. Il est le fils de l'ancien grand-rabbin d'Israël, Israel Meir Lau.

## Éléments biographiques
David Lau est né le 13 janvier 1966 à Tel Aviv en Israël. Son père est l'ancien grand-rabbin d'Israël, Israel Meir Lau. Sa mère est la fille de l'ancien grand-rabbin de Tel Aviv, le rabbin Yitzchak Yedidya Frankel. Il est le petit-fils du rabbin Moshe Chaim Lau. C'est un neveu du diplomate Naphtali Lau-Lavie. C'est un cousin de Binyamin Lau.

### Études
Il étudie à la Yeshivat Yishuv HaHadash puis à la Yeshivat Beit Matityahu et ensuite à la Yechiva de Ponevezh (à Bnei Brak, yechiva qui succède à la Yechiva de Panevėžys, fondée en 1912 à Panevėžys (Ponovezh) en Lituanie).

### Rabbin de Shoham
David Lau est le premier rabbin de la nouvelle ville de Shoham.

### Grand-rabbin de Modiin-Maccabim-Reout
Il devient le grand-rabbin ashkenaze de Modiin-Maccabim-Reout.

### Grand-rabbin d'Israël
David Lau devient grand-rabbin ashkenaze d'Israël le 24 juillet 2013
,,.

### Famille
David Lau est marié à Tzipporah Ralbag, fille de Yitzchak et Hadassah Ralbag.

## Œuvres
- (he) Yichil Yisrael, sur les Responsa de son père, le grand-rabbin Israel Meir Lau
- (he) Maskil Ledavid, traitant en particulier de problèmes de généalogie, de conversion, des lois militaires